# Afroporto-riquenys
Els Afroporto-riquenys són els afroamericans de Puerto Rico. Es poden considerar afroporto-riquenys les persones que pertanyen al grup humà de les persones d'ascendència africana ciutadans de Puerto Rico. Com passa amb la majoria de grups afroamericans, els seus ancestres van ser portats al continent americà mitjançant el comerç d'esclaus transatlàntic.

## Història
La història dels negres a Puerto Rico comença amb els africans lliures que van arribar amb els conquistadors hispànics. Els espanyols van esclavitzar els taïnos, els indígenes de l'illa, però molts d'aquests van morir a causa del pèssim tracte que van rebre. Això va presentar un problema per a la Corona Hispànica, ja que depenien del treball esclau per a treballar en les mines i la construcció de forts. La seva solució fou importar esclaus d'Àfrica i, com a conseqüència, una vasta majoria dels africans que van ser portats a Puerto Rico ho van fer com a resultat del comerç d'esclaus des de moltes zones del continent africà.
Quan les mines d'or de Puerto Rico es van esgotar, la Corona Espanyola no va considerar a Puerto Rico com una prioritat, i l'illa va esdevenir un lloc de parada pels vaixells en trànsit. Els africans esclaus de les possessions britàniques i franceses del Carib, estaven encoratjats per a viatjar a Puerto Rico, on trobarien el suport de la població porto-riquenya. El decret espanyol del 1789 va abolir l'esclavitud, tot i que això no va provocar una millora substancial en la seva qualitat de vida. A l'esdeveniment conegut com el "Grito de Lares, molts esclaus es van revoltar i va provocar que el 22 de març del 1873 s'abolís l'esclavitud a Puerto Rico. Les contribucions dels afroporto-riquenys ha estat una de les bases principals de la formació de la cultura porto-riquenya, ja sigui en la música, en l'art o en el llenguatge.

### Els primers africans a Puerto Rico

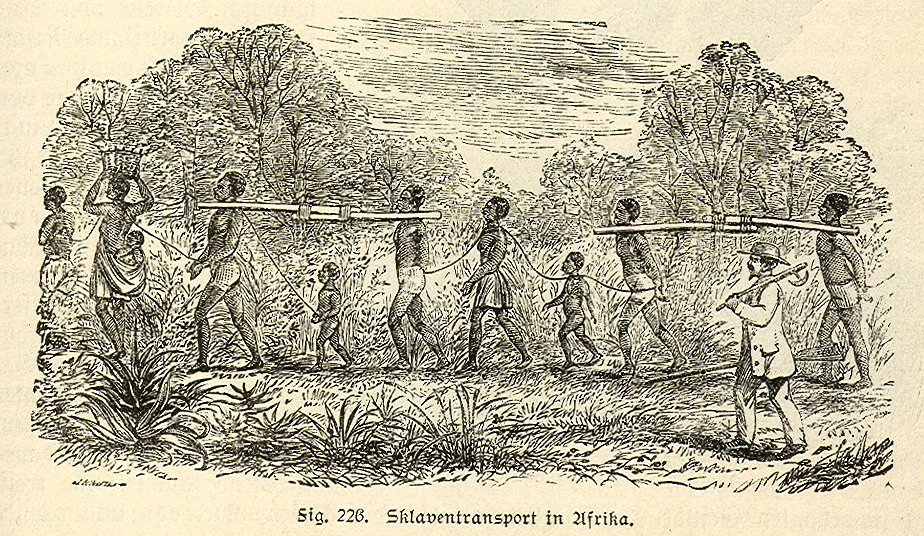
Gravat del S. XIX sobre el transport d'esclaus a Àfrica

Quan Ponce de León i els espanyols van arribar a l'illa de Borinken (Puerto Rico), es van posar d'acord amb el Cacic Agüeybaná, el líder suprem del poble Taino, de l'illa. Agüeybaná va ajudar a mantenir la pau entre els Tainos i els espanyols. Segons l'historiador Ricardo Alegria, el primer home negre lliure que va anar a l'illa ho va fer el 1509. Fou Juan Garrido, un conqueridor que seguia a Juan Ponce de León. Garrido va néixer a la costat de l'Àfrica Occidental, com a fill d'un rei africà. El 1508, va ajudar a Juan Ponce de Leon a explorar Puerto Rico i a buscar or i el 1511 va ajudar-lo a reprimir els caribs i els taïnos, que havien ajuntant forces en una gran revolta a Puerto Rico contra els espanyols. Garrido també va anar a ajudar a Hernán Cortés a la conquesta de Mèxic. Un altre home negre que havia acompanyat a León fou Pedro Mejías, que es va casar amb una dona taino (una caciq) que es deia Yuisa. Yuisa fou batejada com Luisa (d'aquí prové el nom de la ciutat de Loíza).
La pau entre els espanyols i els tainos fou curta. Els espanyols es van aprofitar de la bona fe dels taïnos i els van esclavitzar, forçant-los a treballar a les mines d'or i en la construcció de forts. Molts taïnos van morir com a resultat del tracte cruel que van patir i a causa d'una epidèmia de verola. Altres tainos es van suïcidar o van abandonar l'illa després de la revolta taïno del 1511.
El frare Bartolomé de las Casas, que havia acompanyat a Ponce de León, va ajudar a fer el tracte entre els taïnos i els espanyols i, el 1512 va protestar davant el Consell de Burgos a la Cort Espanyola. ell lluitava per la llibertat dels nadius i per assegurar els seus drets. Els colonialistes espanyols, atemorits per por de perdre la seva mà d'obra, també havien protestat a les corts. Ells afirmaven que necessitaven mà d'obra per a treballar a les mines, a les fortificacions i a la indústria sucrera. Com una alternativa, Las Casas va suggerir la importació d'esclaus negres. El 1517, la corona espanyola va permetre la importació de dotze esclaus, que van ser l'inici del comerç d'esclaus a les colònies americanes.
Segons l'historiador Luis M. Diaz, el contingent d'esclaus més important va venir de la Costa de l'Or, la regió de Nigèria i de Dahomey i la Costa dels Esclaus (Guinea). Així, la gran majoria eren Iorubes, Ibgos, pobles de Nigèria i bantus de les guinees. El nombre d'esclaus a Puerto Rico es va incrementar entre el 1500 i el 1530, fins als 15.000 al 1555. Els esclaus eren marcats amb un ferro candent amb una marca que prevenia la seva fuga.
Els esclaus africans foren enviats a treballar a les mines d'or per a reemplaçar la força de treball perduda dels tainos, o per a treballar als camps i a les factories sucreres. Podien viure en una cabana amb les seves famílies a la terra dels seus amos i se'ls donava una petita parcel·la de terra on podien plantar petits vegetals i fruites. Els negres tenien molt poques (o nul·les) possibilitats de pujar socialment i van rebre un tracte discriminatori per part dels espanyols. Els esclaus eren educats pels seus amos i ben aviat van aprendre a parlar l'espanyol, i van educar els seus fills en aquesta llengua. Els van enriquir l'espanyol de Puerto Rico afegint-hi lèxic africà. Els espanyols consideraven els negres com a superiors que els tainos, ja que aquests no s'assimilaven. Els esclaus, en contra, no tenien problemes per a convertir-se al cristianisme; eren batejats per l'església catòlica i van assumir els cognoms dels seus amos. Molts esclaus eren subjectes d'un dur tracte, que a vegades incloïa la violació. La majoria dels conqueridors i agricultors que es van assentar a l'illa havien arribat sense dones, i molts es van casar amb els africans i els tainos. Aquesta barreja formà la base de la població primerenca de Puerto Rico.
El 1570, les mines d'or van declarar-se esgotades. Després que s'acabés l'explotació de les mines a l'illa, la Corona Espanyola va abandonar relativament Puerto Rico, movent les rutes navals vers el nord. L'illa va esdevenir sobretot una guarnició pels vaixells que passaven cap a colònies més riques. L'edicte espanyol del 1664 va oferir la llibertat i terres als africans de les colònies no espanyoles, com Jamaica o St. Dominique (Haití), que van emigrar a Puerto Rico i van proveir una base de població per al suport a la fortalesa porto-riquenya i els seus forts. Aquests homes lliures que van colonitzar l'oest i el sud de l'illa ben aviat van adoptar la forma de viure i els costums dels espanyols. Alguns van formar part de les milícies locals que van lluitar contra els britànics en les múltiples ocasions en què aquests van intentar envair l'illa. Els esclaus escapats i els homes lliures que van emigrar des de les Índies Occidentals van prendre els cognoms dels seus amos, que normalment eren anglesos o francesos. Encara avui no és infreqüent que molts porto-riquenys tinguin cognoms que no són espanyols.

### Cèdula Reial de Gràcies del 1789
Després del 1784, es va permetre que els esclaus obtinguessin la seva llibertat sota les següents circumstàncies.
- Un esclau podia ser alliberat en una església o al seu exterior, si un jutge n'era testimoni i amb la presència del seu amo.
- Un esclau es podia alliberar en contra dels designis del seu amo si demostrava que era crític contra el rei o si havia assassinat a algú.
- Amb el permís del seu amo, l'esclau esdevenia automàticament lliure.
- Si uns pares esclaus a Hispanoamèrica tenien deu fills, tota la família aconseguia la llibertat.[13]

El 1789, la Corona espanyola van crear el "Reial Decret de Gràcies del 1789, que contenia nous rols sobre la comercialització d'esclaus i afegia restriccions per a garantir l'estatus de llibertat. El decret garantia el dret a obtenir esclaus i a participar en el creixent comerç d'esclaus al Carib. També es va introduir un nou codi sobre els esclaus, conegut com El Código Negro.
Segons el Código Negro un esclau podia comprar la seva llibertat si pagava el preu pactat amb el seu amo. Els esclaus podien guanyar diners treballant en el seu temps lliure, fent teixits o venent el que cultivaven en la petita terra que els deixava el seu amo. També podien pagar per a la llibertat d'un infant acabat de néixer, abans que es bategés, pagant la meitat del que costava un nen batejat. Molts d'aquests homes lliures van començar a habitar a les zones conegudes com a Cangrejos (Santurce), Carolina, Canóvanas, Loíza, Loíza Aldea i Luquillo; alguns, al mateix temps, també van esdevenir propietaris d'esclaus. Els nadius porto-riquenys (criolls) van poder servir a l'exèrcit espanyol. El 1741, el govern espanyol va establir el Regimiento Fijo de Puerto Rico. Alguns afroporto-riquenys van jugar un rol molt important en la defensa de Puerto Rico davant la invasió britànica de Sir Ralph Abercromby, el 1797.

## Seglexix

### Afroporto-riquenys lliures notables

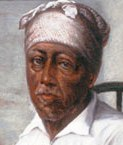
Rafael Cordero

- Rafael Cordero (1790-1868). Fou un home que va néixer lliure a San Juan. És conegut com el pare de l'Educació Pública a Puerto Rico. Es va educar a ell mateix i va procurar escola gratuïta per a molts nens d'ascendència africana. Entre els nombrosos nens que van anar a la seva escola, figuren els futurs abolicionistes Román Baldorioty de Castro, Alejandro Tapia y Rivera i José Julián Acosta. Cordero creia que la integració racial i econòmica era possible i acceptada a Puerto Rico. El 2004, l'església catòlica va començar el procés perquè el beatifiquessin.[17]
- José Campeche (1751-1809). Afroporto-riqueny que va contribuir molt en la cultura de l'illa. El pare de Campeche, Tomás, va néixer esclau a Puerto Rico i María Jordán Marqués, la seva mare, era de les Illes Canàries. A causa de la seva ascendència mixta, s'identificà com un mulat. Campeche és el primer artista conegut porto-riqueny, així com és reconegut com un dels millors.
- El capità Miguel Henriquez (1680-?) era un pirata que va esdevenir el primer heroi militar negre quan va organitzar una força que va defensar l'illa de Vieques dels britànics. Quan va retornar a l'illa, fou rebut com un heroi nacional.

### Reial Decret de Gràcies del 1815
| Year | Blancs | Mixtes | Negres lliures | Esclaus |
| ---- | ------ | ------ | -------------- | ------- |
| 1827 | 163    | 100    | 27             | 34      |
| 1834 | 189    | 101    | 25             | 42      |
| 1847 | 618    | 329    | 258            | 32      |

El Reial Decret de Gràcies del 1815 fou un decret que va aprovar la Corona espanyola per a encoratjar a que els espanyols (i posteriorment altres europeus) anessin a viure i a colonitzar les colònies de Cuba i Puerto Rico. El decret encoratjava el treball esclau per a reviure l'agricultura i va atreure nous colonitzadors. Els nous agricultors que van immigrar des d'altres països europeus es van aprofitar del treball esclau i van ser cruels. A causa d'això, entre els inicis dels 1820 i fins al 1868 es van produir revoltes d'esclaus, conegudes com els Grito de Lares.

### Abolicionistes
Durant la meitat del segle xix, es va formar a Puerto Rico un comitè d'abolicionistes. Alguns dels que el formaven eren Ramón Emeterio Betances (1827-98), Segundo Ruiz Belvis (1829-67) (fundador de l'organització clandestina, la Societat Secreta Abolicionista, que volia salvar nens de l'esclavitud mitjançant el baptisme. Van presentar la conferència a favor de l'abolició de l'esclavitud a Puerto Rico en una Conferència internacional de Madrid. El 22 de març del 1873, el govern espanyol va aprovar la proposta coneguda com la Lliberat de Ventres que establia la llibertat dels esclaus de més de 60 anys i als infants que havien nascut a partir del 17 de setembre del 1868. A més a més, també va procurar el registre de la població esclava de l'illa, classificats per nom, país d'origen, residència, noms dels pares, gènere, estatus marital, edat, descripció física i nom del seu amo.
El 23 de setembre del 1868 hi va haver una revolta esclava coneguda en els llibres d'història com el Grito de Lares.

### Abolició de l'esclavitud
El 22 de març del 1873 es va abolir l'esclavitud a Puerto Rico. Els antics propietaris, a canvi, van obtenir una compensació econòmica. La majoria dels antics esclaus van continuar treballant amb els seus antics amos, amb la diferència de què rebien una salari pel seu treball.
Però tot i la llibertat dels esclaus afroamericans, la societat porto-riquenya va continuar sent racista, tal com ho van exposar els escriptor porto-riquenys Abelardo Diaz Alfaro (1916-1999) i Luis Palés Matos (1898-1959), que van crear el gènere poètic conegut com a afroantillà.

## Guerra Hispano-americana
Després de la Guerra-estatunidenca del 1898, Puerto Rico fou cedida als Estats Units en el Tractat de París (1898). Els Estats Units van prendre el control de les institucions portorriquenyes i la participació política dels nadius fou restringida. Un polític porto-riqueny d'ascendència africana distingit d'aquest període fou José Celso Barbosa (1857-1921). Aquest, el 1899 va fundar el Partit Republicà Porto-riqueny i va esdevenir el pare del moviment nacionalista porto-riqueny.
Un altre afroporto-riqueny distingit d'aquest període fou Arturo Alfonso Schomburg (1874-1938), que també va lluitar per la independència de Puerto Rico. Aquest va crear el terme "Afroborincano" per definir els afroporto-riquenys.

## Discriminació
El 1917 s'aprovà que tots els porto-riquenys devinguessin ciutadans estatunidencs. Els afroporto-riquenys van patir la mateixa segregació que patien els afroamericans dels Estats Units.
Aquesta política de segregació la van patir tant a Puerto Rico com els porto-riquenys que van emigrar als Estats Units; i ho van fer tant a l'exèrcit com a altres camps com l'esport (per exemple les lligues negres de beisbol).
Jesús Colón, considerat el pare del moviment "Nuyoricà" (moviment porto-riqueny de Nova York), exposà en obres literàries la discriminació a la que eren subjectes els afroamericans, sobretot els porto-riquenys als Estats Units.

## Influència africana a la cultura porto-riquenya
La contribució dels afroporto-riquenys en la cultura del seu estat és molt important en motls camps com l'art, la cuina, les creences religioses, l'entreteniment, els esports, la literatura i la ciència. Això es pot veure en el punt que el 22 de març és celebrat a Puerto Rico com el "Dia de l'Abolició", que és un dia festiu a tota l'illa.

### Llengua
Molts esclaus d'ascendència africans parlaven espanyol "Bozal", una barreja de portuguès, castellà i llengües congolenyes. En el castellà porto-riqueny hi ha molta presència de lèxic provinent de llengües africanes.

### Música
Instruments musicals porto-riquenys com la clave i les percussions i balls com la bomba o la plena tenen arrels africanes. La Bomba representa la forta influència africana a Puerto Rico. Bomba és una músics, ritme i dansa que fou portada per esclaus de l'Àfrica Occidental.
La Plena és un altre estil musical porto-riqueny amb arrels africanes. Aquest fou portat a Ponce per persones d'origen negreafricà des d'illes anglo-parlants del sud de Puerto Rico. La Plena té ritmes clarament africans i és molt similar al Calypso i a la Soca, que són estils musicals de Trinidad i de Jamaica.
Aquests estils musicals eren utilitzats pels esclaus per a celebrar batejos, matrimonis i naixements. També van ser una forma de resistència cultural. Els balls es ballaven amb la gent emmascarada. Avui en dia aquestes màscares són els principals caràcters dels carnestoltes de Puerto Rico.
Fins al 1953, aquests estils musicals eren desconeguts fora de Puerto Rico, però a partir d'aquest any foren exportats arreu del món per músics com Rafael Cortijo, Ismael Rivera i l'orquestra Conjunto Monterrey. Aquest grup musical va modernitzar els ritmes folklòrics porto-riquenys.
Alguns dels músics afroporto-riquenys més destacats foren Rafael Cepeda i Sylvia del Villard, que també fou una activista per la igualtat dels negres a Puerto Rico.

### Cuina
L'estudiosa de la cuina Nydia Rios de Colon manifesta que la cuina africana ha influenciat molt la cuina porto-riquenya.

### Religió
Els cultes africans van ser perseguits a Puerto Rico per la Inquisició espanyola. Tot i això, molts rituals i creences espirituals poden ser identificats com d'origen africà.
La Santeria i el Palo Mayombe són practicats a Puerto Rico. Foren importats per immigrats cubans a inicis del segle xx, sobretot a les dècades de 1940 i 1950.

## Porto-riquenys notables d'ascendència africana
- Campos, Juan Morel - compositor.[36]
- Dr. Campos, Pedro Albizu - advocat, lluitador a favor de la independència de Puerto Rico i líder i president del Partit Nacionalista de Puerto Rico des del 1930 fins a la seva mort.[37]
- Dr. Barbosa, José Celso - metge, sociòleg i líder polític de Puerto Rico.[38]
- Dr. Barbosa, Pilar - pedagoga, historiadora i activista política.[39]
- Benitez, Wilfred - boxejador. Fou el campió del món més jove de la història de la boxa.[40]
- Richardson, Carmen Belen - actriu considerada com pionera de la televisió porto-riquenya.[41]
- Campeche, Jose - Pintor, considerat com l'artista rococó més important de les amèriques.[42]
- Dr. Canales, José Ferrer - pedagog, escriptor i activista independentista.[43]
- Capo, Bobby - cantant i cantautor.[44]
- Clemente, Roberto - jugador de beisbol.[45]
- Cepeda, Orlando "Peruchin" - jugador de beisbol.[46]
- Cepeda, Rafael - músic i compositor de folk. Patriarca de la familia Cepeda.[47]
- Chen, Nero - boxejador.
- Colon, Jesus - escriptor i polític. Pare del Moviment Nuyoricà.[27]
- Cordero, Rafael - pedagog, pare de l'educació pública de Puerto Rico.[48]
- Cruz, Jose "Cheo" - jugador de beisbol.[49]
- Curet Alonso, Tite - compositor de música salsa.[50]
- Delgado, Carlos - jugador de beisbol.[51]
- Del Villard, Sylvia - actriu, ballarina, coreògrafa i activista afroporto-riquenya[52]
- Feliciano, Jose "Cheo" - compositor i cantant de salsa (ball) i bolero.[53]
- Fernandez, Ruth - cantant i actriu.[54]
- Flores, Pedro - compositor de balades i boleros.[55]
- Hernandez, Juano - actor.[56]
- Hernandez, Rafael - músic i compositor. Considerat per molts com el compositor més important de música porto-riquenya.[57]
- Navarro, Emilio "Millito" - jugador de beisbol.[58]
- Pellot, Victor - jugador de beisbol.[59]
- Ramos Antonini, Ernesto - polític. Fou president de la Casa de Representants de Puerto Rico i cofundador del "Partido Popular Democrático de Puerto Rico.[60]
- Rosa Nales, Pedro - Periodista i reporter.[61]
- Santos-Febres, Mayra - escriptora, poeta, assagista i professora.[62]
- Schomburg, Arturo Alfonso - historiador, escriptor i activista afro-llatinoamericà.[63]
- Trinidad, Felix - boxejador professional.[64]
- Venegas, Juan Evangelista - boxejador, primer medallista porto-riqueny als Jocs Olímpics.[65]
- Warrington, Otilio "Bizcocho" - comediant i actor.[66]
- Williams, Bernie - jugador de beixboli músic de jazz professional.[67]